# Lespesia barbatula
Lespesia barbatula là một loài ruồi trong họ Tachinidae.